# Radcze
Radcze (prononciation [ˈratt͡ʂɛ]) est un village de la gmina de Milanów du powiat de Parczew dans la voïvodie de Lublin, situé dans l'est de la Pologne.
Il se situe à environ 17 kilomètres au nord-est de Parczew (siège du powiat) et 65 kilomètres au nord-est de Lublin (capitale de la voïvodie).
Le village compte approximativement une population de 550 habitants.

## Histoire
De 1975 à 1998, le village est attaché administrativement à l'ancienne Voïvodie de Biała Podlaska.

Depuis 1999, il fait partie de la nouvelle voïvodie de Lublin.